# Viaszszömörce
A viaszszömörce (Toxicodendron succedaneum), japánul Haze-no-ki(櫨の木), a szömörcefélék (Anacardiaceae) családjába tartozó fafaj, a lakkszömörce közeli rokona. Fő termőhelyei Japán és Tajvan hegyvidéki területei, de megtalálható Indiában (nagy valószínűséggel innen is származik), Kínában, Indokínában és Indonéziában is. A növényből kinyerhető lakknedvet, amely egy természetes eredetű fenolgyanta, már az őskor óta (az e tárgyban feltárt legkorábbi régészeti leletek 6000~7000 évesek) használják különféle célokra ragasztóként, itatásra, felületkezelő anyagként. Ez az alapanyaga a Japán és Kína művészetében kiemelkedő helyet elfoglaló lakkmunkáknak is. Haszonnövényként azonban e fát elsősorban a terméséből nyerhető japánviaszért ültetik. Épp emiatt nevezik a növényt hagyományosan viaszfának. A faggyúszömörce név megtévesztő: a japánviasz növényi zsiradék, amelynek nincs köze a lemészárolt kérődzők, jobbára marhák és juhok kötőszöveteiből kinyert faggyúhoz, amely állati zsiradék. E növény Japánba csak a XVII. században került be, de gyorsan nagy gazdasági jelentőségre tett szert.

## Leírása

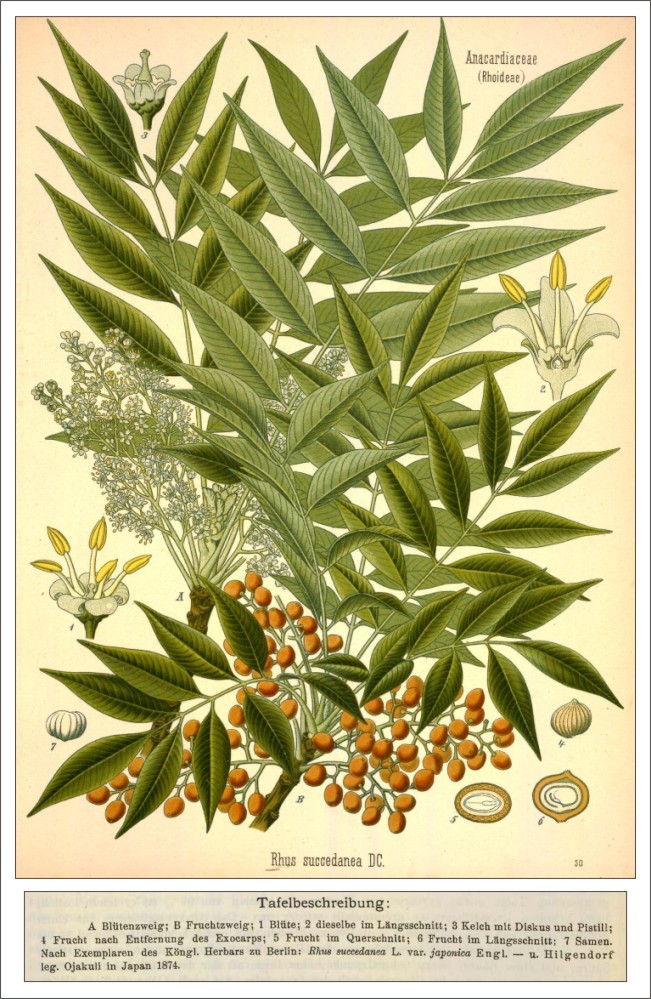
Viaszfa (Rhus succedanea) a Köhler's Medizinal-Pflanzen című atlaszból

A viaszszömörce gyors növekedésű, tizenöt méteres magasságot is elérő, gyakran többtörzsű, terebélyes, lombhullató fa vagy cserje. Gyökérsarjakkal könnyen terjed. Kétlaki növény. Fiatal ágai szőrösek, később kopaszak, szürkésbarnák. Levele szárnyaló, 9-15 megnyúlt lándzsa alakú, száras levélkéje van, amely 5–12 cm hosszú, 2–6 cm széles, hegyes, alapja széles ívű, ép szélű. A levelek fonákja kezdetben szőrös, később megkopaszodik. A virágok nyáron, a levelek után nyílnak. A virágzat színe sárgásfehér, 15–20 cm hosszú, laza, függő ernyőben, levélhónaljban található az ágakon felhalmozva. A virágok ötszirmúak. A hímivarú virágokban öt porzó van. Csonthéjas termése apró kavics formájú, lapított, 5–15 mm méretű, sárgásbarna. Mivel lombozata ősszel élénk narancs és vörös színekben pompázik, ezért szívesen ültetik díszfaként.

## Felhasználása
Ázsiában elsősorban a termésének húsából kinyerhető japánviaszért, de a fa megcsapolásával kinyerhető lakknedvért is haszonnövényként ültetik.

### A japánviasz előállítása és felhasználása, jelentősége
A  japánviaszt a viaszszömörce terméseiből hagyományosan a termések összezúzása és felfőzése után sajtolták. Manapság iparszerű előállítása oldószeres kioldással történik, például éterrel.
A japánviasz fehér, szürkésfehér színű, sűrű, kemény, magas (45-55 °C) olvadáspontú viasz.
Eredeti felhasználási területe a gyertyakészítés volt, és a mai napig is ebből készülnek a hagyományos japán templomi gyertyák. Emellett japánviasz és kaméliaolaj keverékéből készül a bincuke-abura (鬢付け油), a japánok hagyományos hajformázó készítménye, melyet a szumóversenyzők a mai napig is használnak.
A kozmetikai iparban krémek, testápolók, ajakápoló, brillantin, szemceruza gyártására használják. A gyógyszer és élelmiszeriparban bevonó és fényezőanyagként alkalmazzák. Felületkezelő anyagok, autó és bútorviaszok alkotóeleme.
CAS-száma: 8001-39-6

### A viaszszömörce a gyógyászatban
A viaszszömörce a hagyományos ázsiai gyógyászat egyik fontos növénye, számos betegség kezelésére használták, használják. Újabban széles körű kutatások folynak antibakteriális, antioxidáns és rákellenes hatásainak feltárására.